# Oscaruddelingen 1938
Oscaruddlingen 1938 var den 10. oscaruddeling, hvor de bedste film fra 1937 blev hædret med en oscarstatuette af Academy of Motion Picture Arts and Sciences. Uddelingen skulle have fundet sted 3. marts, men måtte udsættes til 10. marts på grund af voldsommme oversvømmelser i Los Angeles. Uddelingen blev holdt på Biltmore Hotel.
Dette var sidste gang der blev uddelt priser i kategorierne bedste danseinstruktion og assisterende instruktør. 
Emile Zola's liv var den første film, der modtog 10 nomineringer.
Filmen Hollywood bag kulisserne (engelsk titel: A Star is Born) blev som den første farvefilm nogensinde nomineret i kategorien "Bedste film". 

## Priser
| Bedste Film | Bedste Instruktør |
| --- | --- |
| - Emile Zola's liv - Den frygtelige sandhed - Havets helte - Blindgaden - Den gode jord - Chicago - Tabte horisonter - 100 mand og én pige - Stage Door - Hollywood bag kulisserne | - Leo McCarey – Den frygtelige sandhed - William Dieterle – Emile Zola's liv - Sidney Franklin – Den gode jord - Gregory La Cava – Stage Door - William Wellman – Hollywood bag kulisserne |
| Bedste Mandlige Hovedrolle | Bedste Kvindelige Hovedrolle |
| - Spencer Tracy – Havets helte - Charles Boyer – Maria Walewska - Fredric March – Hollywood bag kulisserne - Robert Montgomery – Når mørket sænker sig - Paul Muni – Emile Zola's liv | - Luise Rainer – Den gode jord - Irene Dunne – Den frygtelige sandhed - Greta Garbo – Kameliadamen - Janet Gaynor – Hollywood bag kulisserne - Barbara Stanwyck – Stella Dallas |
| Bedste Mandlige Birolle | Bedste Kvindelige Birolle |
| - Joseph Schildkraut – Emile Zola's liv - Ralph Bellamy – Den frygtelige sandhed - Thomas Mitchell – Orkanen - H. B. Warner – Tabte horisonter - Roland Young – Topper | - Alice Brady – Chicago - Andrea Leeds – Stage Door - Anne Shirley – Stella Dallas - Claire Trevor – Blindgaden - Dame May Whitty – Når mørket falder |
| Bedste Historie | Bedste filmatisering |
| - Hollywood bag kulisserne – William A. Wellman og Robert Carson - Chicago – Niven Busch - Emile Zola's liv – Heinz Herald and Geza Herczeg - 100 mand og én pige – Hans Kraly - Hemmelig terror – Robert Lord | - Emile Zola's liv – Heinz Herald, Geza Herczeg, Norman Reilly Raine - Stage Door – Morris Ryskind and Anthony Veiller - Hollywood bag kulisserne – Alan Campbell, Robert Carson og Dorothy Parker - Den frygtelige sandhed – Viña Delmar - Havets helte – John Lee Mahin, Marc Connolly og Dale Van Every |
| Bedste Kortfilm, One-Reel | Bedste Kortfilm, Two-Reel |
| - The Private Life of the Gannets – Skibo Productions og Educational - A Night at the Movies – MGM - Romance of Radium – Pete Smith og MGM | - Torture Money – MGM - Deep South – RKO Radio - Should Wives Work? – RKO Radio |
| Bedste Kortfilm, Farver | Bedste Animerede Kortfilm |
| - Penny Wisdom – Pete Smith og MGM - The Man Without a Country – Warner Bros. - Popular Science J-7-1 – Paramount | - The Old Mill – Walt Disney Productions and RKO Radio - Educated Fish – Paramount - The Little Match Girl – Charles Mintz og Columbia |
| Bedste Musik | Bedste Sang |
| - 100 mand og én pige – Universal Studio Music Department - Tabte horisonter – Columbia Studio Music Department - Orkanen – Goldwyn Studio Music Department - En plads i solen – Grand National Studio Music Department - I det vilde vesten – Hal Roach Studio Music Department - Det var i maj – MGM Studio Music Department - Kaptajn Taylor – Paramount Studio Music Department - Make a Wish – Principal Productions - Portia on Trial – Republic Studio Music Department - Quality Street – RKO Radio Studio Music Department - Fangen på Zenda – Selznick International Pictures Music Department - Chicago – Twentieth Century Fox Studio Music Department - Snehvide og de syv dværge – Walt Disney Studio Music Department - Emile Zola's liv – Warner Bros. Studio Music Department | - "Sweet Leilani" fra Bryllup på Hawaii – Musik og Tekst afHarry Owens - "Remember Me" from Den mystiske radiosanger – Music by Harry Warren; Lyric by Al Dubin - "That Old Feeling" fra Manhattan Cocktail – Musik af Sammy Fain; Tekst af Lew Brown - "They Can't Take That Away From Me" fra Skal vi danse – Musik af George Gershwin; Tekst af Ira Gershwin - "Whispers in the Dark" fra Kunstnere og modeller – Musik af Frederick Hollander; Tekst af Leo Robin |
| Bedste Scenografi | Bedste Fotografering |
| - Tabte horisonter – Stephen Goosson - En jomfru i fare – Carroll Clark - Lille Willie Winkie – William S. Darling og David S. Hall - Blindgaden – Richard Day - Kaptajn Taylor – Hans Dreier og Roland Anderson - Maria Walewka – Cedric Gibbons og William Horning - Emile Zola's liv – Anton Grot - Every Day's a Holiday – Wiard Ihnen - Manhattan Merry-Go-Round – John Victor Mackay - Du er min kæreste – Jack Otterson - Manhattan Cocktail – Alexander Toluboff - Fangen på Zenda – Lyle Wheeler | - Den gode jord – Karl Freund - Blindgaden – Gregg Toland - Motordrøn over Honolulu – Joseph Valentine |
| Bedste Lydoptagelse | Bedste Klipning |
| - Orkanen – Thomas Moulton, United Artists Studio Sound Department - Tabte horisonter – John Livadary, Columbia Studio Sound Department - The Girl Said No – A. E. Kaye, Grand National Studio Sound Department - Topper – Elmer A. Raguse, Hal Roach Studio Sound Department - Det var i maj – Douglas Shearer, MGM Studio Sound Department - Præsidentens kurér – Loren L. Ryder, Paramount Studio Sound Department - Hitting a New High – John Aalberg, RKO Radio Studio Sound Department - Chicago – E. H. Hansen, Fox Studio Sound Department - 100 mand og én pige – Homer G. Tasker, Universal Studio Sound Department - Emile Zola's liv – Nathan Levinson, Warner Bros. Studio Sound Department                                                                                       | - Tabte horisonter – Gene Havlick and Gene Milford - 100 mand og én pige – Bernard W. Burton - Den frygtelige sandhed – Al Clark - Havets helte – Elmo Vernon - Den gode jord – Basil Wrangell |
| Bedste Assisterende Instruktør | Bedste Danseinstruktion |
| - Chicago – Robert Webb - Tabte horisonter – C. C. Coleman, Jr. - Emile Zola's liv – Russ Saunders - Hollywood bag kulisserne – Eric G. Stacey - Kaptajn Taylor – Hal Walker | - En jomfru i fare – Hermes Pan - Varsity Show – Busby Berkeley - Ready, Willing and Able – Bobby Connolly - En dag på galopbanen – Dave Gould - Ali Baba kommer til byen – Sammy Lee - Bryllup på Hawaii – LeRoy Prinz |

### Ærespriser
- Mack Sennett
- Edgar Bergen
- Museum of Modern Art Film Library
- W. Howard Greene

### Irving G. Thalberg mindepris
- Darryl F. Zanuck

## Ekstern Henvisning
- Oscars legacys hjemmeside